# Ardão
Ardão terá sido rei dos visigodos, supõe-se que reinou na Septimânia entre 713 e 720.

## Contexto histórico
A Chronica regum Visigothorum regista os nomes dos reis visigóticos e os anos dos seus reinados. Depois da entronização de Ervígio os manuscritos diferem quanto à continuação dos reis seguintes. A Continuatio codicis C Parisini que consiste de um manuscrito do século XII não menciona Rodrigo e indica que Vitiza sucedeu a Ágila II e depois de três anos ter-lhe-á sucedido Ardão. Nem na Crónica Moçárabe nem nas crónicas asturianas posteriores, a Crónica Albeldense e a Crónica de Afonso III, existe menção de Ágila II ou de Ardão, tão pouco nas crónicas árabes. Sucede que as crónicas escritas na zona de influência de Ágila II - Narbonense e Tarraconense, segundo a distribuição das moedas cunhadas em seu nome - desconheceram a existência de Rodrigo, até depois da metade do século XIII quando se traduziu a obra do bispo Rodrigo Jiménez de Rada.
Depois do desastre do exército visigótico do rei Rodrigo, e morte do próprio monarca na batalha de Guadalete, os árabes empreenderam a conquista do reino visigótico.
O final do reinado de Ágila II pode datar-se com as vitórias árabes no vale do Ebro e em Saragoça, de modo que pode deduzir-se que morreu lutando em 713. Depois da sua morte Ardão foi eleito rei, sendo-lhe atribuído pela crónica um reinado de sete anos.
Em 716 os árabes comandados pelo uale Alhor ibne Abderramão Atacafi, cruzaram os Pirenéus e invadiram a Narbonense. A campanha foi continuada pelo seu sucessor Açame ibne Maleque Alcaulani, o qual finalmente completou a conquista da Narbonense em 720. Ardão pode ter morrido, lutando, por esta altura.